# IRedes
El iRedes es un congreso internacional de carácter anual en torno al mundo de las redes sociales.  El evento reúne a creadores de redes sociales y dinamizadores de las principales redes sociales de España y América Latina, community managers y profesionales de la publicidad, el marketing y la comunicación interesados en las últimas tendencias de las comunidades en línea.
Se celebra en la ciudad de española de Burgos desde el año 2011. La primera edición fue todo un éxito, ya que consiguió reunir a más de 34 ponentes, 300 participantes, y más de 42.000 seguidores por internet.

## Localización
Las primeras ediciones de este congreso tuvieron lugar en el Teatro Principal, a orillas del río Arlanzón. En la actualidad iRedes se celebra en el Palacio de Congresos Fórum Evolución de la ciudad

## Congresos celebrados
- 2011
- 2012
- 2013
- 2014
- 2015

## Congresos futuros
- 2016

## Mapas de iRedes
- Quinta versión del mapa iRedes
- Cuarta versión del mapa iRedes
- Tercera versión del mapa iRedes
- Segunda versión del mapa iRedes
- Primera versión del mapa iRedes